# Легостаев, Евгений Арсеньевич
Евгений Арсеньевич Легостаев  (род. 1926, Оренбург) — советский железнодорожный управленец и инженер, 6-й начальник Московского метрополитена (1973—1979).

## Биография
Евгений Легостаев родился в 1926 году в Оренбурге в семье рабочего. В 1943 году поступил в Харьковский институт инженеров железнодорожного транспорта, находившийся в годы Великой Отечественной войны в эвакуации в Оренбурге. В 1948 году выпустился и получил диплом инженера-механика путей сообщения.

### Работа на железной дороге
Сразу после вуза его назначили бригадиром электромонтажной бригады электровозного депо в Никополе в Днепропетровской области УССР. Однако затем приказом министерства путей сообщения он был направлен в распоряжение Свердловской железной дороги. Там Легостаев работал с 1948 по 1957 год на разных рабочих и руководящих должностях.
В 1954 году стал членом КПСС.
В 1957 году его перевели на Куйбышевскую железную дорогу, где началась электрификация магистральных линий. Там он занимал ряд руководящих должностей, отвечая за эксплуатацию электровозов и электропоездов.
В 1969—1973 годы Легостаев работал в главном управлении локомотивного хозяйства министерства путей сообщения СССР. Последней его должностью стала позиция замначальника главного управления локомотивного хозяйства.

### Московский метрополитен
16 марта 1973 года Евгений Легостаев был назначен начальником Московского метрополитена, сменив на этой должности вышедшего на пенсию Александра Новохацкого.
При Легостаеве в декабре 1975 года соединились два радиуса Ждановско-Краснопресненской линии, а в следующем месяце общее число станций превысило 100. Калининскую линию протяженностью 11,4 км сдали в декабре 1979 года уже при новом начальнике, через два месяца после ухода Легостаева. Всего же под его руководством было проложено 23,9 км путей и введено в эксплуатацию 11 новых станций.
При участии Евгения Легостаева на линиях метрополитена внедрялись комплексные системы управления движением поездов. На оснащённых автоматикой поездах с новыми вагонами Еж3 отменили должность помощника машиниста. Во второй половине 1970-х появились составы из вагонов серии 81-717/714, ставшие известными как «номерные».
В период руководства Легостаева в московском метро произошёл первый теракт и случилась первая заметная техногенная авария. 8 февраля 1977 года в вагоне поезда, следовавшего от станции «Измайловская» к «Первомайской», армянские националисты, выступавшие за независимость Армении, взорвали бомбу: 7 человек погибли, ещё 37 были ранены. 15 апреля 1979 года на перегоне между станциями «Автозаводская» и «Коломенская» несколько вагонов сорвало с тележек, но обошлось без жертв.
30 октября 1979 года Евгений Легостаев был освобожден от занимаемой должности, а новым начальником метрополитена 12 декабря был назначен Юрий Сенюшкин. О дальнейшей судьбе Легостаева и занимаемых должностях ничего неизвестно.

## Награды
Евгений Легостаев за свою трудовую деятельность был отмечен:
- Орденом Трудового Красного Знамени;
- Орденом «Знак Почёта».